# Saint-Beauzire (Puy-de-Dôme)
Pour les articles homonymes, voir Saint-Beauzire.
Saint-Beauzire est une commune française située dans le département du Puy-de-Dôme, en région Auvergne-Rhône-Alpes. Elle fait partie de l'aire d'attraction de Clermont-Ferrand ; c'est le siège social du quatrième semencier mondial Limagrain.

## Géographie

### Localisation
Saint-Beauzire est située sur le bord de la plaine de la Limagne, aux portes de la banlieue nord de Clermont-Ferrand. Elle est entourée par les communes de Malintrat, Ennezat, Lussat, Gerzat, Ménétrol, Chappes et Riom.
| Riom Ménétrol |                | Ennezat Chappes |
|               | Saint-Beauzire | Lussat          |
| Gerzat        | Malintrat      |                 |

Principaux lieux-dits : Épinet, Puy Chany, Targnat.

### Hydrographie
La commune est traversée par le Bédat passant à proximité du lieu-dit Épinet, ainsi que le Gensat, le Maréchat et le Rif.

### Climat
Pour des articles plus généraux, voir Climat d'Auvergne-Rhône-Alpes et Climat du Puy-de-Dôme.
En 2010, le climat de la commune est de type climat océanique dégradé des plaines du Centre et du Nord, selon une étude du Centre national de la recherche scientifique s'appuyant sur une série de données couvrant la période 1971-2000. En 2020, Météo-France publie une typologie des climats de la France métropolitaine dans laquelle la commune est exposée à un climat de montagne ou de marges de montagne et est dans la région climatique  Nord-est du Massif Central, caractérisée par une pluviométrie annuelle de 800 à 1 200 mm, bien répartie dans l’année. 
Pour la période 1971-2000, la température annuelle moyenne est de 11,4 °C, avec une amplitude thermique annuelle de 16,5 °C. Le cumul annuel moyen de précipitations est de 605 mm, avec 8,1 jours de précipitations en janvier et 6,8 jours en juillet. Pour la période 1991-2020, la température moyenne annuelle observée sur la station météorologique de Météo-France la plus proche, « Sayat_sapc », sur la commune de Sayat à 10 km à vol d'oiseau, est de 11,2 °C et le cumul annuel moyen de précipitations est de 776,1 mm,. Pour l'avenir, les paramètres climatiques de la commune estimés pour 2050 selon différents scénarios d'émission de gaz à effet de serre sont consultables sur un site dédié publié par Météo-France en novembre 2022.

## Urbanisme

### Typologie
Au 1er janvier 2024, Saint-Beauzire est catégorisée bourg rural, selon la nouvelle grille communale de densité à sept niveaux définie par l'Insee en 2022.
Elle est située hors unité urbaine. Par ailleurs la commune fait partie de l'aire d'attraction de Clermont-Ferrand, dont elle est une commune de la couronne,. Cette aire, qui regroupe 209 communes, est catégorisée dans les aires de 200 000 à moins de 700 000 habitants,.

### Occupation des sols
L'occupation des sols de la commune, telle qu'elle ressort de la base de données européenne d’occupation biophysique des sols Corine Land Cover (CLC), est marquée par l'importance des territoires agricoles (92,8 % en 2018), en diminution par rapport à 1990 (96,3 %). La répartition détaillée en 2018 est la suivante : terres arables (84,6 %), zones agricoles hétérogènes (8,2 %), zones urbanisées (5 %), zones industrielles ou commerciales et réseaux de communication (2,2 %). L'évolution de l’occupation des sols de la commune et de ses infrastructures peut être observée sur les différentes représentations cartographiques du territoire : la carte de Cassini (XVIIIe siècle), la carte d'état-major (1820-1866) et les cartes ou photos aériennes de l'IGN pour la période actuelle (1950 à aujourd'hui).

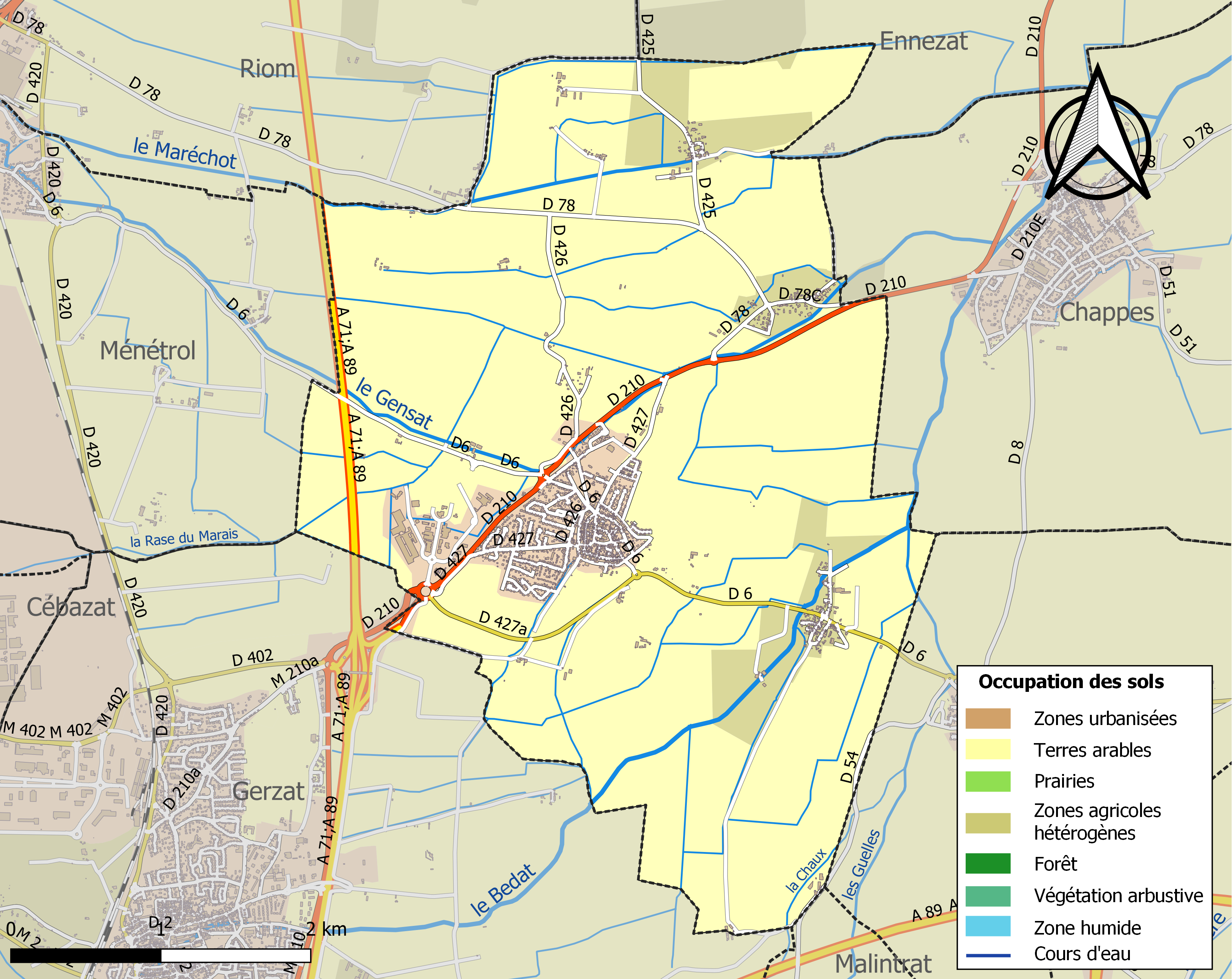
Carte des infrastructures et de l'occupation des sols de la commune en 2018 (CLC).

### Logement
En 2013, la commune comptait 871 logements, contre 866 en 2008. Parmi ces logements, 95,3 % étaient des résidences principales, 0,5 % des résidences secondaires et 4,2 % des logements vacants. Ces logements étaient pour 96,6 % d'entre eux des maisons individuelles et pour 3,2 % des appartements.
La proportion des résidences principales, propriétés de leurs occupants était de 85,8 %, en hausse sensible par rapport à 2008 (85,4 %). La part de logements HLM loués vides était de 2,8 % (contre 3,3 %).

### Voies de communication et transports

#### Voies routières

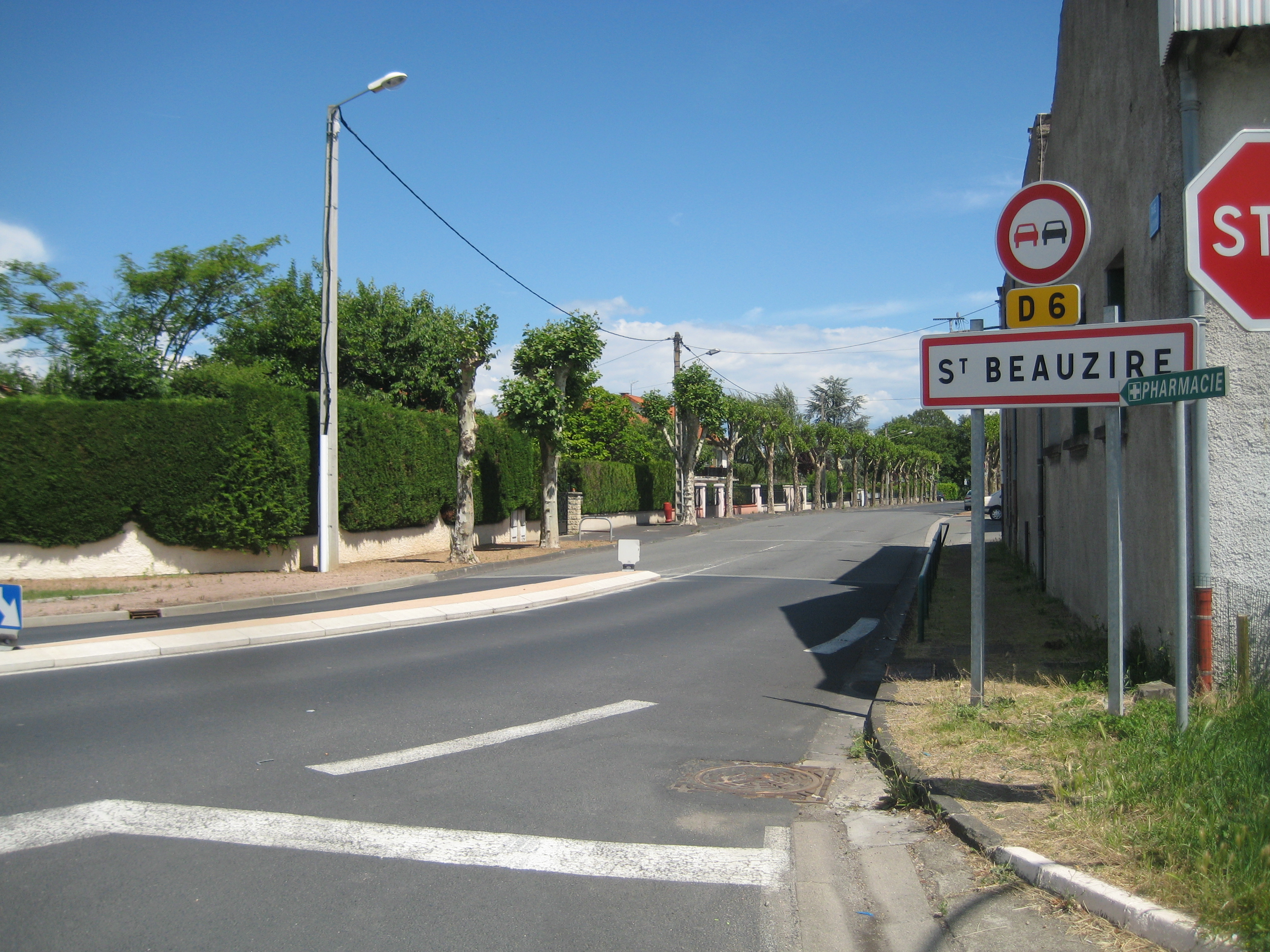
Entrée par la route départementale 6.

L'autoroute à deux numéros A71/A89 traverse la commune à l'ouest. La commune bénéficie d'un accès autoroutier par la sortie 14.
Saint-Beauzire est desservie par la route départementale 210 reliant Clermont-Ferrand à Ennezat et à Randan. Le centre du village est accessible par la route départementale 6, reliant Riom à Pont-du-Château (il existe aussi une RD 6b), ainsi que la RD 427 (la RD 427a la contourne par le sud).
Vers le nord, la RD 426 relie le centre-ville à la RD 78 en direction du lieu-dit de la Croix des 3 Mains. Cette RD 78 croise la RD 425, en direction du village de Targnat et de la RD 224 à la frontière entre Riom et Ennezat, et dessert Puy-Chany en se raccordant à la route menant à Ennezat. Il existe aussi une RD 78c.

#### Transports en commun
Saint-Beauzire est desservie par la ligne 5 du réseau RLV Mobilités, reliant le pôle d'échanges multimodal de Riom à Chappes.
La commune fait aussi partie du ressort territorial du syndicat mixte des transports en commun de l'agglomération clermontoise (SMTC-AC). À la suite de son adhésion[Quand ?], une ligne 33 est créée le 2 janvier 2014 reliant le biopôle Clermont-Limagne aux pistes de Clermont-Ferrand, permettant une correspondance avec le tramway.
Le 1er janvier 2018, à la suite de la transformation de la communauté de communes Riom Limagne et Volcans (RLV) en communauté d'agglomération, Saint-Beauzire n'adhère plus au SMTC-AC et ne fait donc plus partie de son ressort territorial. Entre le 1er septembre et le 31 décembre 2018, la commune bénéficiait de deux offres : le maintien de la ligne 33 du SMTC-AC jusqu'au 31 décembre 2018 ; alors que RLV crée le 1er septembre 2018 un nouveau réseau de transport avec des services scolaires vers Riom. À compter du 1er janvier 2019, RLV envisage deux solutions telles qu'une ligne vers la gare de Riom ou une navette vers Gerzat.

## Toponymie
La commune s'appelait Saint Banzire sous l'an II. Son nom est Sent Baudili en auvergnat, dialecte occitan. 

## Politique et administration

### Découpage territorial
Saint-Beauzire, a fait partie du canton d'Ennezat de 1793 à 2015. À la suite du redécoupage des cantons du département, la commune est rattachée depuis fin mars 2015 au canton de Gerzat.

### Tendances politiques et résultats
Aux élections municipales de 2014, le maire sortant ne s'est pas représenté. Jean-Pierre Hébrard (liste DVD « Saint Beauzire autrement ») a recueilli 54,12 % des suffrages exprimés et obtenu quinze sièges. Le taux de participation s'élevait à 78,71 %.

### Administration municipale
Le conseil municipal est composé de dix-neuf membres, dont cinq adjoints.

### Liste des maires

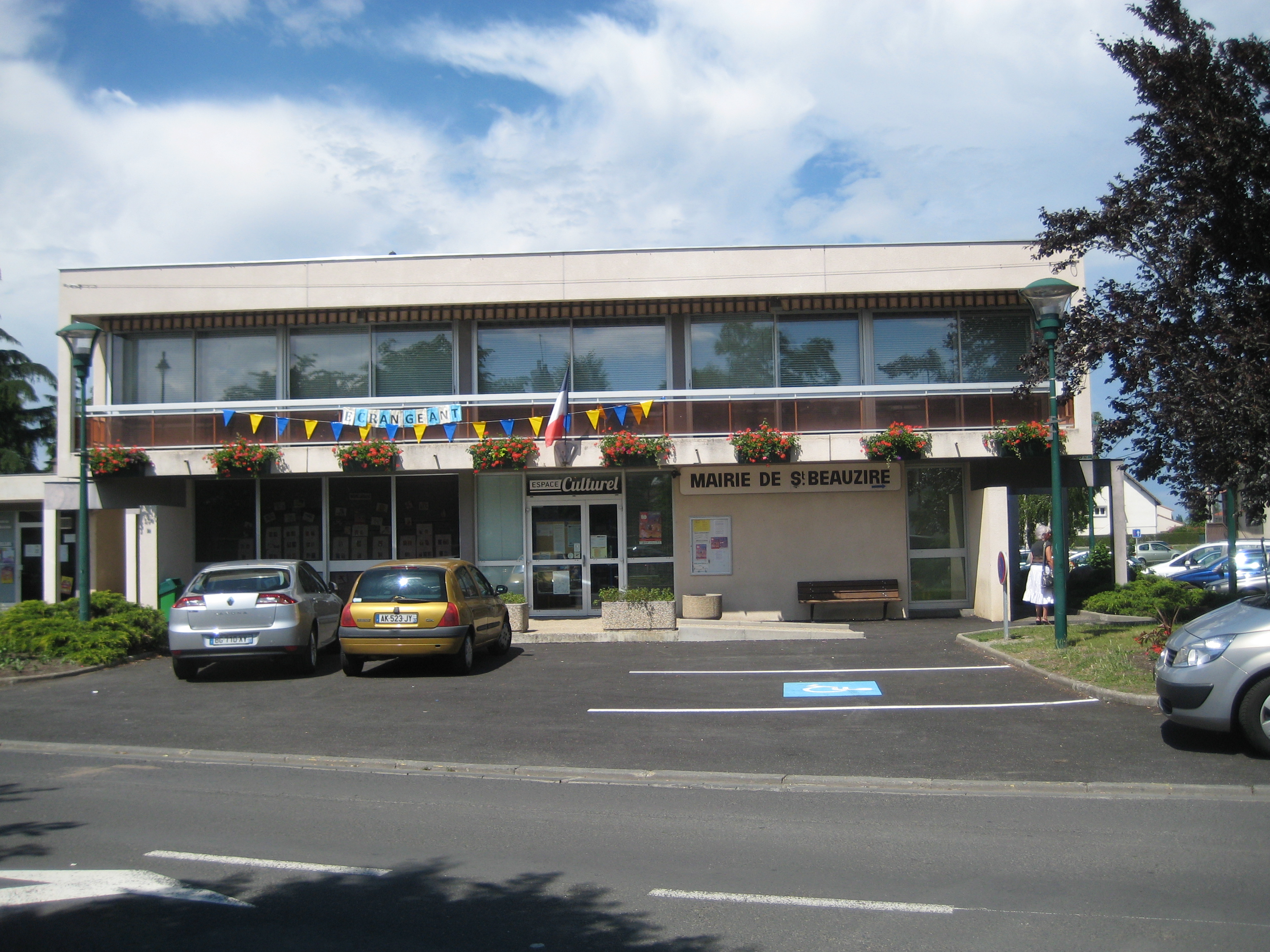
Mairie de Saint-Beauzire.

| Période                                  | Période                   | Identité            | Étiquette | Qualité                                      |
| ---------------------------------------- | ------------------------- | ------------------- | --------- | -------------------------------------------- |
| Les données manquantes sont à compléter. |                           |                     |           |                                              |
| ca. 1863                                 |                           | Gabriel Virevaux    |           |                                              |
| mars 1959                                | mars 1983                 | Adrien Clément      |           |                                              |
|                                          |                           |                     |           |                                              |
| mars 1989                                | mars 2001                 | René Protot         | DVD       | Vice-président de la CC de Limagne d'Ennezat |
| mars 2001                                | mars 2014                 | Hervé Corger        | DVG       | Médecin généraliste                          |
| mars 2014,                               | En cours (au 13 mai 2025) | Jean-Pierre Hébrard | DVD       | Retraité de la fonction publique             |

### Instances judiciaires
Saint-Beauzire dépend de la cour d'appel de Riom, du tribunal de proximité de Riom, et des tribunaux judiciaire et de commerce de Clermont-Ferrand.

### Budget municipal
En 2015, le budget de fonctionnement s'élevait à 1 673 296,98 € et celui d'investissement à 908 479,70 €.

## Population et société

### Démographie

#### Évolution démographique
L'évolution du nombre d'habitants est connue à travers les recensements de la population effectués dans la commune depuis 1793. Pour les communes de moins de 10 000 habitants, une enquête de recensement portant sur toute la population est réalisée tous les cinq ans, les populations de référence des années intermédiaires étant quant à elles estimées par interpolation ou extrapolation. Pour la commune, le premier recensement exhaustif entrant dans le cadre du nouveau dispositif a été réalisé en 2008.
En 2022, la commune comptait 2 210 habitants, en évolution de +3,22 % par rapport à 2016 (Puy-de-Dôme : +2,1 %, France hors Mayotte : +2,11 %).
| 1793 | 1800 | 1806  | 1821  | 1831  | 1836  | 1841  | 1846  | 1851  |
| ---- | ---- | ----- | ----- | ----- | ----- | ----- | ----- | ----- |
| 803  | 859  | 1 004 | 1 201 | 1 118 | 1 320 | 1 338 | 1 438 | 1 448 |

| 1856  | 1861  | 1866  | 1872  | 1876  | 1881  | 1886  | 1891  | 1896  |
| ----- | ----- | ----- | ----- | ----- | ----- | ----- | ----- | ----- |
| 1 518 | 1 477 | 1 474 | 1 482 | 1 393 | 1 334 | 1 351 | 1 365 | 1 356 |

| 1901  | 1906  | 1911  | 1921  | 1926  | 1931 | 1936 | 1946 | 1954 |
| ----- | ----- | ----- | ----- | ----- | ---- | ---- | ---- | ---- |
| 1 339 | 1 263 | 1 246 | 1 065 | 1 039 | 945  | 888  | 861  | 859  |

| 1962 | 1968  | 1975  | 1982  | 1990  | 1999  | 2006  | 2008  | 2013  |
| ---- | ----- | ----- | ----- | ----- | ----- | ----- | ----- | ----- |
| 940  | 1 010 | 1 400 | 1 607 | 1 872 | 1 857 | 2 046 | 2 100 | 2 103 |

| 2018  | 2022  | - | - | - | - | - | - | - |
| ----- | ----- | - | - | - | - | - | - | - |
| 2 219 | 2 210 | - | - | - | - | - | - | - |

#### Pyramide des âges
En 2018, le taux de personnes d'un âge inférieur à 30 ans s'élève à 32,6 %, soit en dessous de la moyenne départementale (34,2 %). De même, le taux de personnes d'âge supérieur à 60 ans est de 25,9 % la même année, alors qu'il est de 27,9 % au niveau départemental.
En 2018, la commune comptait 1 093 hommes pour 1 126 femmes, soit un taux de 50,74 % de femmes, légèrement inférieur au taux départemental (51,59 %).
Les pyramides des âges de la commune et du département s'établissent comme suit.
| Hommes | Classe d’âge | Femmes |
| ------ | ------------ | ------ |
| 0,5    | 90 ou +      | 0,8    |
| 5,2    | 75-89 ans    | 8,3    |
| 19,2   | 60-74 ans    | 17,9   |
| 22,6   | 45-59 ans    | 23,1   |
| 17,8   | 30-44 ans    | 19,4   |
| 13,8   | 15-29 ans    | 13,2   |
| 20,9   | 0-14 ans     | 17,4   |

| Hommes | Classe d’âge | Femmes |
| ------ | ------------ | ------ |
| 0,7    | 90 ou +      | 2,1    |
| 7,4    | 75-89 ans    | 10,2   |
| 17,7   | 60-74 ans    | 18,6   |
| 20,2   | 45-59 ans    | 19,2   |
| 18,4   | 30-44 ans    | 17,4   |
| 18,6   | 15-29 ans    | 17,2   |
| 17     | 0-14 ans     | 15,3   |

### Enseignement
Saint-Beauzire dépend de l'académie de Clermont-Ferrand et deux écoles y sont implantées : une école publique et l'école privée Saint-Joseph.
Les élèves poursuivent leur scolarité à Riom, au collège Jean-Vilar puis au lycée Virlogeux ou Pierre-Joël-Bonté.

### Manifestations culturelles et festivités
- Théâtrales : avril
- Festival de la bande dessinée : mai
- Fête patronale : mai
- Foire à l'oignon : septembre

### Sports
Saint-Beauzire possède deux boulodromes, deux courts de tennis, deux plateaux et terrains de jeux extérieurs avec deux aires de pratique, un terrain de grands jeux avec trois terrains, une salle non spécialisée, ainsi qu'un gymnase, d'après la base permanente des équipements de 2014.
Elle possède une boucle de circuits de randonnée, d'après la même base.
Saint-Beauzire a été ville de passage de la 11e étape du Tour de France 2023, le 12 juillet 2023, reliant Clermont-Ferrand à Moulins.

## Économie
ZA du Champ de Garay.
Crèche et restaurant du Biopôle.
Saint-Beauzire abrite le Biopôle Clermont-Limagne, technopole des Sciences du vivant de l'agglomération clermontoise.

### Emploi
En 2013, la population âgée de quinze à soixante-quatre ans s'élevait à 1 342 personnes, parmi lesquelles on comptait 76,3 % d'actifs dont 72 % ayant un emploi et 4,3 % de chômeurs.
On comptait 941 emplois dans la zone d'emploi. Le nombre d'actifs ayant un emploi résidant dans la zone étant de 974, l'indicateur de concentration d'emploi est de 96,6 %, ce qui signifie que la commune offre un peu moins d'un emploi par habitant actif.
868 des 974 personnes âgées de quinze ans ou plus (soit 89,1 %) sont des salariés. 12,9 % des actifs travaillent dans la commune de résidence.

### Entreprises
Au 1er janvier 2014, Saint-Beauzire comptait 121 entreprises : 14 dans l'industrie, 16 dans la construction, 75 dans le commerce, les transports et les services divers et 16 dans le secteur administratif.
En outre, elle comptait 129 établissements.

### Agriculture
Au recensement agricole de 2010, Saint-Beauzire comptait vingt exploitations agricoles. Ce nombre est en baisse par rapport à 2000 (23) et à 1988 (50). La surface agricole utile, de 1 140 hectares, diminue aussi au fur et à mesure des recensements réalisés.

### Commerce
La base permanente des équipements de 2015 recense sept commerces : une épicerie, trois boulangeries, une boucherie-charcuterie, un magasin de meubles et un fleuriste.

## Culture locale et patrimoine

### Lieux et monuments

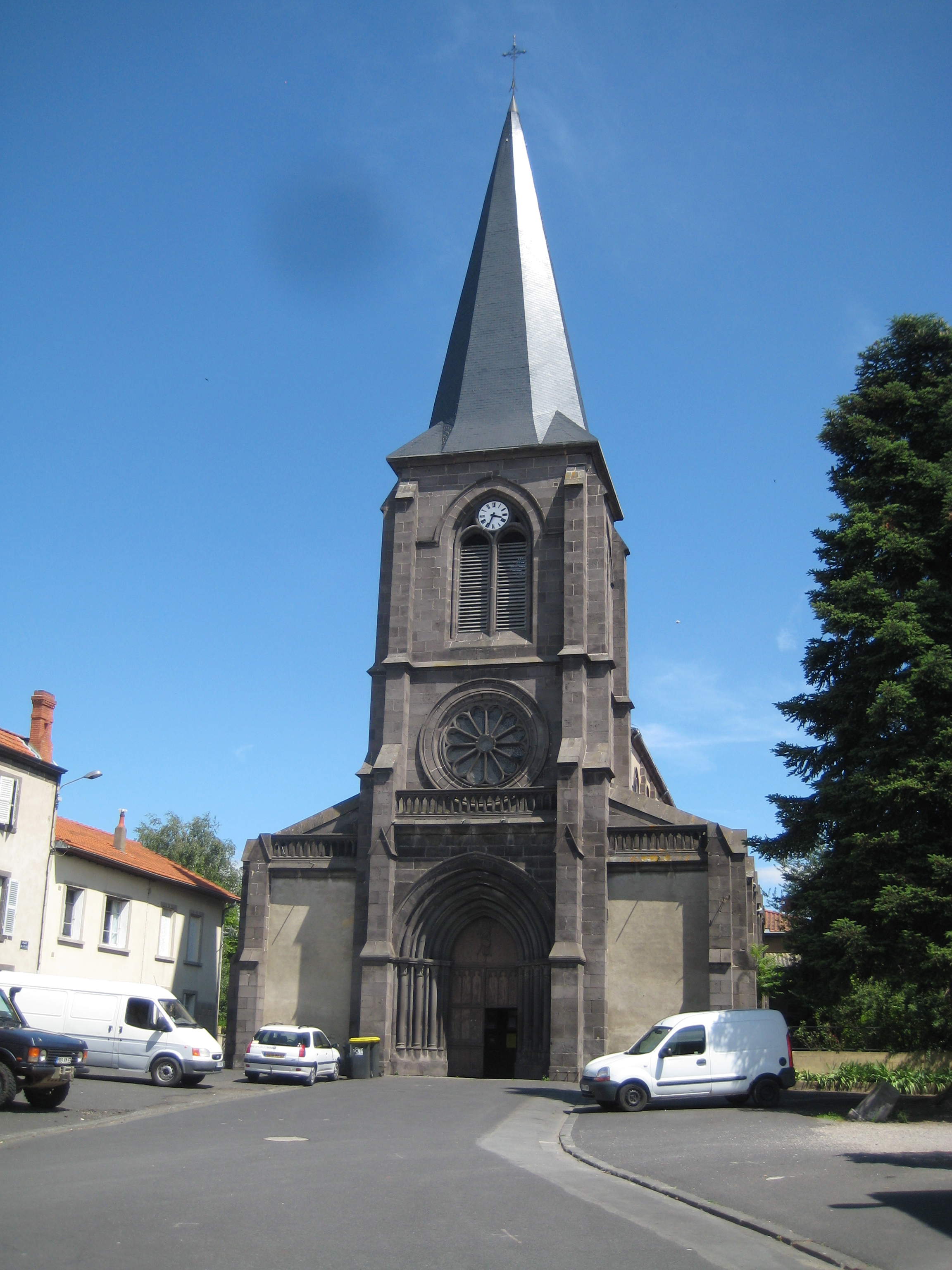
Église.

Saint-Beauzire comprend deux édifices inscrits ou classés au titre des monuments historiques :
- une croix de chemin, au lieu-dit Targnat, du XVIe siècle, classée monument historique (MH) le 29 décembre 1978[38] ;
- le Domaine des Pradeaux : le pigeonnier, de la fin du XVIIe siècle, est inscrit MH le 6 février 1980[39] ;

Une borne armoriée a été inscrite aux MH le 7 août 1963, puis radiée de l'inscription par arrêté du 18 mars 2016.
L'église de Saint-Beauzire n'est pas protégée aux monuments historiques.

### Héraldique
| Blason de Saint-Beauzire | Blason  | D'azur semé de fleurs de lys d'or à la tour d'argent brochant, au chef tiercé en pal, au 1, d'azur plain, au 2, d'argent chargé des lettres majuscules S et B de sable, au 3, de gueules plain. |
| Blason de Saint-Beauzire | Détails | Le statut officiel du blason reste à déterminer. |